# Aspidolea boulardi
Aspidolea boulardi är en skalbaggsart som beskrevs av Roger Paul Dechambre 1992. Aspidolea boulardi ingår i släktet Aspidolea och familjen Dynastidae. Inga underarter finns listade.